# Ferdinand Sauter
Pour les articles homonymes, voir Sauter.
Ferdinand Sauter (né le 6 mai 1804 à Werfen et décédé le 30 octobre 1854 à Hernals) est un écrivain et poète autrichien et le frère d'Anton Sauter. 

## Biographie
Ferdinand Sauter est le fils d'un membre du conseil de Salzbourg. Il reçoit une éducation humaniste, et devient apprenti dans un commerce. Il travaille ensuite pour un commerçant de Wels. En 1825, il déménage à Vienne, où il est employé par un marchand de papier. Il perd ensuite cet emploi et mène une vie misérable.
Il habite surtout dans la banlieue ouest de la capitale autrichienne et fréquente régulièrement l'auberge de la Blauen Flasche à Neulerchenfeld. Ses chansons populaires aux thèmes politiques et au ton mélancolique le rendent célèbre comme poète bohème durant le Vormärz. Il côtoie notamment Nikolaus Lenau et Adalbert Stifter. Il devient de plus en plus amer avec l'âge, l'infortune le touchant de plein fouet. En 1839, il se fracture le pied et boîte par la suite. Grâce à un ami, il obtient un poste de bureau dans l'assurance Niederösterreichischen Assekuranz-Versicherungs-Gesellschaft. Il habite alors à Hernals, au Hauptstraße 63. Durant la révolution de mars, il rédige divers poèmes politiques comme la Geheime Polizei, la police secrète, et soutient les insurgés.
Il est la première victime du choléra qui éclate à Vienne et décède le 30 octobre 1854. L'inscription de la pierre tombale est de son fait. Il repose dans une tombe d'honneur de la ville de Vienne au cimetière d'Hernals. Sa tombe se trouve dans le groupe B, rangée F, et porte le numéro 23. 
Des rues Sautergasse sont nommées en son honneur à Ottakring et Hernals.

## Œuvre
Sauter écrit des poèmes et des drames. Dans les dernières années de sa vie, il improvise des rimes. Quelques poèmes de sa composition :
- (de) Es steht ein Baum auf der Heide
- (de) Gassenlied
- (de) Grabinschrift
- (de) Sauter über Sauter
- (de) Seid willkommen, frohe Tage

Recueils dans lesquels on peut lire Sauter :
- (de) Alfred Fürst, Sonnenkinder im Regenwinkel. Ein Sauter-Roman, Vor-Verlag, 1925
- (de) Rudolf Holzer, Der Himmel voller Geigen. Ein österreichisches Drama, Wallishaussersche Buchhandlung (Karl Stary), 1946
- (de) Gedichte, Vienne, Alexander Julius Schindler sous le pseudonyme Julius von der Traun, 1855 (lire en ligne)
- (de) Auswahl, O. Stein, 1940